# カール・ワータネン
| 1600 Vyssotsky  | 1947年10月22日 |
| 1685 Toro       | 1948年7月17日  |
| 1747 Wright     | 1947年7月14日  |
| 1863 Antinous   | 1948年3月7日   |
| 1951 Lick       | 1949年7月26日  |
| 2044 Wirt       | 1950年11月8日  |
| 6107 Osterbrock | 1948年1月14日  |
| (29075) 1950 DA | 1950年2月22日  |

カール・アルヴァー・ワータネン（Carl Alvar Wirtanen、1910年11月11日 - 1990年3月7日）はアメリカ合衆国の天文学者。姓はウィルタネンとも表記する。
カリフォルニア州のリック天文台に勤務。周期彗星46P/Wirtanen（ワータネン彗星）の他、8つの小惑星を発見した。彼が発見した代表的な小惑星としては、アポロ群の小惑星（1685）トロ、（1863）アンティノウス、(29075) 1950 DAがある。(29075) 1950 DAについては、2880年に地球に衝突する可能性があると言われる。
ワータネン自身が発見した小惑星（2044）ウィルトは、彼の一連の小天体発見の偉業を称えてA・R・クレモラの提案により彼の姓にちなみ命名された。